# Peltodoris nobilis
Peltodoris nobilis (MacFarland, 1905)  è un mollusco nudibranco della famiglia Discodorididae.

## Biologia
Si nutre di spugne dei generi Halichondria, Haliclona, Lissodendoryx, Mycale (Mycale adhaerens, Mycale macginitiei), Myxilla (Myxilla agennes, Myxilla incrustans), Paresperella, Terpios, Zygherpe e delle specie Astylinifer arntdi, Biemma rhadia, Hymenamphiastra cyanocrypta, Ophlitaspongia pennata, Suberites ficus, Tedania gurjanovae.